# Gradišnik
Gradišnik je priimek v Sloveniji, ki ga je po podatkih Statističnega urada Republike Slovenije na dan 1. januarja 2010 uporabljalo 650 oseb in je med vsemi priimki po pogostosti uporabe uvrščen na 384. mesto.

## Znani nosilci priimka
- Aleksandra Gradišnik, gospodarstvenica/podjetnica, kulturna dediščinarka; pisateljica
- Ana Gradišnik (*1996), igralka biljarda
- Andrej Gradišnik (*1963), alpinist, metalurg in gospodarstvenik
- Armin Gradišnik (1858–1921), šolnik, učiteljski organizator
- Bernarda Gradišnik Solce (*1964), diplomatka (žena Branka Gradišnika)
- Bogdan Gradišnik (1946–2025), prevajalec, pesnik
- Bogomir (Mirko) Gradišnik (1923–2012), podjetnik in filantrop (v Nemčiji)
- Branko Gradišnik (*1951), pisatelj, prevajalec, publicist (kolumnist)
- Dušan Gradišnik (1919–1993), farmacevt in planinski delavec
- Fedor Gradišnik (1890–1972), lekarnar, gledališčnik, dramatik, igralec, režiser, publicist
- Fedor Gradišnik ml. (1917–1983), gospodarstvenik, atlet, športni delavec
- Ferdo Gradišnik (1899–1941), častnik, vojaški pilot /letalec
- Ivana Gradišnik (*197?), psihologinja, soustanoviteljica in strokovna vodja projekta Familylab Slovenija
- Janez Gradišnik (1917–2009), prevajalec, pisatelj, jezikovni publicist, urednik
- Jure Gradišnik (*1983), glasbenik trobentar
- Karli (Drago) Gradišnik (1961–2018), narodnozabavni glasbenik, citrar, pevec in lokostrelec
- Katarina Bogataj Gradišnik (*1933), bibliotekarka, literarna zgodovinarka in prevajalka
- Marina Gradišnik, zgodovinarka, muzealka (Ribnica)
- Matevž Gradišnik, zgodovinar, alpinist?
- Mitja Gradišnik (*1978), predsednik Biljardne zveze Slovenije
- Oto Gradišnik (*1942), kulturni organizator, zborovski pevec (Rudarski oktet Velenje), pesnik
- Peter Gradišnik (*1942), čebelar
- Peter Gradišnik, zdravnik pediater (Mb)
- Ruža Tremski-Gradišnik (1918–2006), pesnica, publicistka (prva žena Janeza Gradišnika)
- Stanko Gradišnik (1891–1945), gledališčnik, igralec, režiser (učitelj)
- Štefka Gradišnik (1897–1960), gledališka igralka
- Urška Gradišnik, fotografinja